# Comuna Turîcikî, Pereciîn
Turîcikî (în ucraineană Турички) este o comună în raionul Pereciîn, regiunea Transcarpatia, Ucraina, formată din satele Likițarî, Lîpoveț, Lumșorî și Turîcikî (reședința).

## Demografie
Componența lingvistică a comunei Turîcikî
     Ucraineană (99,59%)
     Alte limbi (0,41%)
Conform recensământului din 2001, majoritatea populației comunei Turîcikî era vorbitoare de ucraineană (99,59%), existând în minoritate și vorbitori de alte limbi.